# Ostedes borneana
Ostedes borneana là một loài bọ cánh cứng trong họ Cerambycidae.